# تسونيوشي سايتو
تسونيوشي سايتو (斉藤恒芳 سايتو تسونيوشي) هو ملحن ياباني ولد في 28 أبريل 1965 في إزو, شيزوكا.

## أعماله في السينما اليابانية
- فيلم كامن رايدر دين-أو آند كيفا: كلايماكس ديكا (يالتعاون مع توشيهيكو ساهاشي)
- فيلم كامن رايدر كيفا: ملك قلعة عالم العفاريت

## أعماله في التوكوساتسو
- كامن رايدر كيفا

## أعماله في الأنمي

### مسلسلات أنمي تلفزيونية
- نازكا
- نزيل الظلام
- كازي نو يوجيمبو
- حارسة ندى الصباح
- فافنر في السماء الزرقاء
- فافنر في السماء الزرقاء EXODUS
- تايدلاين بلو
- سوبر روبوت وورز أوريجينال جينيريشن ذي أنيميشن
- آيدولماستر زينوغلوسيا
- دينو كويل
- بريتي ريذم رينبو لايف
- بريبارا

### أفلام أنمي
- بروفسور لايتون آند ذا إترنال ديفا (بالتعاون مع توموهيتو نيشيورا)
- فافنر في السماء الزرقاء HEAVEN AND EARTH
- إكس إكس إكس هوليك: حلم ليلة منتصف الصيف
- تينشي ميو in LOVE2 الذكريات البعيدة

## أعماله في ألعاب الفيديو
- رينغ أوف سياس

## وصلات خارجية
- تسونيوشي سايتو على موقع IMDb (الإنجليزية)
- تسونيوشي سايتو على موقع ميوزك برينز (الإنجليزية)
- تسونيوشي سايتو على موقع ديسكوغز (الإنجليزية)
- تسونيوشي سايتو على موقع قاعدة بيانات الفيلم (الإنجليزية)
- تسونيوشي سايتو على موقع كينوبويسك (الروسية)
- تسونيوشي سايتو على موقع ANN person (الإنجليزية)